# Кухарук Андрій Олегович
Андрій Олегович Кухарук (нар. 13 грудня 1995, Тернопіль, Україна) — український футболіст, центральний півзахисник клубу «Нива» Тернопіль.

## Життєпис
Вихованець ДЮСШ «Тернопіль», перший тренер — Василь Заторський. У 2011 році потрапив до севастопольської СДЮШОР-5. У дорослому футболі дебютував 2012 року в складі «Севастополя-3», який виступав у чемпіонаті АР Крим. Першим професіональним клубом у кар'єрі футболіста став «Севастополь-2», у футболці якого дебютував 13 квітня 2013 року в програному (0:4) домашньому поєдинку 1-о туру групи 4 Другої ліги проти «Гірник-Спорту» з Горішніх Плавнів. Кухарук вийшов на поле на 57-й хвилині, замінивши Руслана Маліновського. За «Севастополь-2» провів 7 матчів у Другій лізі України. За першу команду севастопольців не зіграв жодного офіційного поєдинку.
Напередодні старту весняної частини сезону 2014/15 років підсилив тернопільську «Ниву». У футболці тернополіського клубу дебютував 21 березня 2015 року в програному (0:2) виїзному поєдинку 18-о туру Першої ліги проти дніпродзержинської «Сталі».Андрій вийшов на поле на 74-й хвилині, замінивши Артема Грищенка. Дебютним голом за «Ниву» відзначився 6 травня 2015 року на 27-й хвилині переможного (2:0) виїзного поєдинку 25-го туру Першої ліги проти «Миколаєва». Кухарук вийшов на поле в стартовому складі, а на 90-й хвилині його замінив Владислав Левчик. У команді відіграв другу частину сезону 2014/15 років та першу половину сезону 2015/16 років, за цей час у Першій лізі зіграв 24 матчі, в яких відзначився 2-ма голами.
Сезон 2016/17 років провів в аматорському «Самборі» (10 матчів, 1 гол). 1 серпня 2016 року підписав контракт з клубом австрійської Регіоналліги («Центр») «Герта» (Велс).  
На початку березня 2017 року повернувся до України, де підсилив «Агробізнес». На професіональному рівні дебютував за волочиський клуб 9 липня 2017 року в програному (1:1, післяматчеві пенальті 3:5) виїзному поєдинку 1-о попереднього раунду кубку України проти «Тернополя». Андрій вийшов на поле в стартовому складі, а на 117-й хвилині отримав другу жовту картку й залишив футбольне поле. У Другій лізі України за «Агробізнес» дебютував 14 липня 2017 року в переможному (5:2) виїзному поєдинку 1-го туру групи А проти франківського «Прикарпаття». Кухарук вийшов на поле в стартовому складі та відіграв увесь матч. Дебютним голом за «Агробізнес» відзначився 31 березня 2018 року на 59-й хвилині переможного (2:1) домашнього поєдинку 20-о туру групи А Другої ліги проти вінницької «Ниви».  У футболці волочиського клубу провів загалом 86 матчів на професійному рівні, в яких відзначився шістьма голами. 15 серпня 2020 року вільним агентом залишив «Агробізнес».
22 серпня 2020 року підписав 3-річний контракт з «Рухом». У Прем'єр-лізі дебютував 23 серпня 2020 року в програному (2:5) виїзному поєдинку 1-о туру проти полтавської «Ворскли». Кухарук вийшов на поле в стартовому складі, а на 46-й хвилині його замінив Валерій Федорчук. За два сезони у футболці «Руха» зіграв за команду 26 матчів та відзначився голом. 
28 вересня 2022 року на правах вільного агента підписав контракт із «Інгульцем». У сезоні 2022/23 провів за клуб 24 матчі в рамках УПЛ. 
1 липня 2023 року також на правах вільного агента приєднався до рівненського «Вереса», підписавши контракт на один рік. Дебютував за рівнян в рамках УПЛ 28 липня 2023 року у матчі проти житомирського «Полісся» (0:2). 

## Статистика
| Сезон                   | Команда                 | Турнір                  | М  | Г |
| ----------------------- | ----------------------- | ----------------------- | -- | - |
| 2012-13                 | «Севастополь-2»         | Друга ліга              | 7  | 0 |
| 2014-15                 | «Нива»                  | Перша ліга              | 12 | 1 |
| 2015-16                 | «Нива»                  | Перша ліга              | 12 | 1 |
| Загалом за «Ниву»       | Загалом за «Ниву»       | Загалом за «Ниву»       | 24 | 2 |
| 2017-18                 | «Агробізнес»            | Друга ліга              | 27 | 2 |
| 2018-19                 | «Агробізнес»            | Перша ліга              | 26 | 0 |
| 2019-20                 | «Агробізнес»            | Перша ліга              | 28 | 4 |
| Загалом за «Агробізнес» | Загалом за «Агробізнес» | Загалом за «Агробізнес» | 81 | 6 |
| 2020-21                 | «Рух»                   | Прем'єр-ліга            | 19 | 1 |
| 2021-22                 | «Рух»                   | Прем'єр-ліга            | 7  | 0 |
| Загалом за «Рух»        | Загалом за «Рух»        | Загалом за «Рух»        | 26 | 1 |
| 2022-23                 | «Інгулець»              | Прем'єр-ліга            | 24 | 0 |
| 2023-24                 | «Верес»                 | Прем'єр-ліга            | 20 | 0 |

## Досягнення
«Агробізнес»
- Друга ліга чемпіонату України

 Чемпіон: 2017/18
- Чемпіонат України серед аматорів

 Чемпіон: 2016/17